# Sisyropa eudryae
Sisyropa eudryae là một loài ruồi trong họ Tachinidae.